# Henk van Woerden
Henk van Woerden (Leyde, 6 décembre 1947 - Ann Arbor, 16 novembre 2005), était un écrivain et un peintre possédant la double nationalité néerlandaise et sud-africaine.

## Biographie
Émigré à l'âge de 9 ans avec sa famille en Afrique du Sud, il apprend très jeune l'afrikaans et l'anglais. Il passe une partie de son enfance et son adolescence au Cap, où il étudie les beaux arts à l'université. De retour en Europe en 1968, il voyage en Scandinavie et en Angleterre, séjourne en Crète et continue à peindre. À partir de 1987, il enseigne à l'Académie des beaux arts d'Enschede, aux Pays-Bas.
Il décède en 2005 d'une crise cardiaque lors d'un séjour aux États-Unis, un mois après la parution aux Pays-Bas de son roman Outremer.

## Œuvre
- 1993: Moenie kyk nie ("Ne regarde pas"). Le titre est en afrikaans, mais le livre est rédigé en néerlandais, langue maternelle de l'auteur.
- 1996: Tikoes
- 1998: Een mond van glas

Ces trois volumes constituent la "trilogie sud-africaine" de Henk van Woerden, dans laquelle les thèmes de l'exil et de la désintégration (de la personnalité, de la famille) sont très présents. 
- 2002: Notities van een luchtfietser
- 2005: Ultramarijn

## Prix et Distinctions
- 1993: Prix Geertjan-Lubberhuizen nl:Geertjan Lubberhuizenprijs de la première œuvre (Pays-Bas) pour Moenie kyk nie
- 2001: en:Alan Paton Award (Afrique du Sud) pour A mouthful of glass (traduction anglaise de La bouche pleine de verre)
- 2003: Prix Frans-Kellendonck (Pays-Bas) pour l'ensemble de son œuvre
- 2006: De Gouden Uil (Belgique) à titre posthume pour Outremer
- 2007: nl:De Inktaap (Pays-Bas) à titre posthume pour Outremer

## Traductions
La bouche pleine de verre et Outremer ont été traduits dans plusieurs pays. D'autres traductions (en chinois, en turc) sont en préparation.

### Œuvres de Henk van Woerden traduites en français
- La bouche pleine de verre (Een mond vol glas), traduit du néerlandais par Pierre-Marie Finkelstein, Actes Sud, Arles 2004
- Outremer (Ultramarijn), traduit du néerlandais par Annie Kroon, Actes Sud, Arles 2009

### Traductions dans d'autres langues
afrikaans
- Domein van glas (Een mond vol glas), traduit du néerlandais par Antjie Krog, Queillerie-Uitgewers, Le Cap 2000

allemand
- Der Bastard (Een mond vol glas), traduit du néerlandais par Gregor Seferens, Berlin Verlag, Berlin 2002 ;
- Ultramarin (Ultramarijn), traduit du néerlandais par Andreas Ecke, Claassen, Munich 2008

anglais
- A mouthful of glass  (Een mond vol glas), traduit du néerlandais et adapté par en:Dan Jacobson, Jonathan Ball Publisher, Johannesbourg 2000. Cet ouvrage est paru aux États-Unis sous le titre The Assassin.

danois
- En verden af glas (Een mond vol glas), traduit du néerlandais par Aino Roscher, Tiderne skifter, Copenhague 2001
- Ultramarin (Ultramarijn), traduit du néerlandais par Birthe Lundsgaard, Tiderne skifter, Copenhague 2007

grec
- Αναπαράσταση μιας δολοφονίας (Een mond vol glas), traduit du néerlandais par Joanna Dullaart et Katerina Papadopoulou, Kedros, Athènes 2001

norvégien
- Ultramarin (Ultramarijn), traduit du néerlandais par Guro Dimmen, Gyldendal, Oslo 2008

portugais
- A boca cheia de vidros (Een mond vol glas), traduit à partir de la version anglaise par Maria João Cordeiro, Temas e Debates, Lisbonne 2002

tchèque
- Ultramarin (Ultramarijn), traduit du néerlandais par Jana Pellarová, Mladá Fronta, Prague 2009